# Wuzhishan
Byen Wuzhishan (kinesisk: 五指山市, pinyin:Wǔzhǐshān Shì) er en by på amtsniveau i Folkerepublikken Kinas øprovins Hainan. Wuzhishan hører direkte under provinsregeringen. Der er 107.000 indbyggere i Wuzhishan, der har et areal på 	1.129 km².
18°46′38.17″N 109°31′1.46″Ø / 18.7772694°N 109.5170722°Ø